# Norra Lomtjärnen, Lappland
Norra Lomtjärnen är en sjö i Lycksele kommun i Lappland och ingår i Umeälvens huvudavrinningsområde. Sjön har en area på 0,344 kvadratkilometer och ligger 284,1 meter över havet.

## Delavrinningsområde
Norra Lomtjärnen ingår i det delavrinningsområde (719503-162250) som SMHI kallar för Ovan 719381-162537. Medelhöjden är 297 meter över havet och ytan är 7,38 kvadratkilometer. Räknas de 3 avrinningsområdena uppströms in blir den ackumulerade arean 39,54 kvadratkilometer. Ruskträskbäcken som avvattnar avrinningsområdet har biflödesordning 3, vilket innebär att vattnet flödar genom totalt 3 vattendrag innan det når havet efter 210 kilometer. Avrinningsområdet består mestadels av skog (91 procent). Avrinningsområdet har 0,35 kvadratkilometer vattenytor vilket ger det en sjöprocent på 4,7 procent.